# Maxera melanocephala
Maxera melanocephala là một loài bướm đêm trong họ Noctuidae.